# جمية حريرية
الجُمِية الحريرية (باللاتينية: Phacelia sericea) نوع نباتي ينتمي إلى جنس الجمية من الفصيلة الحمحمية.

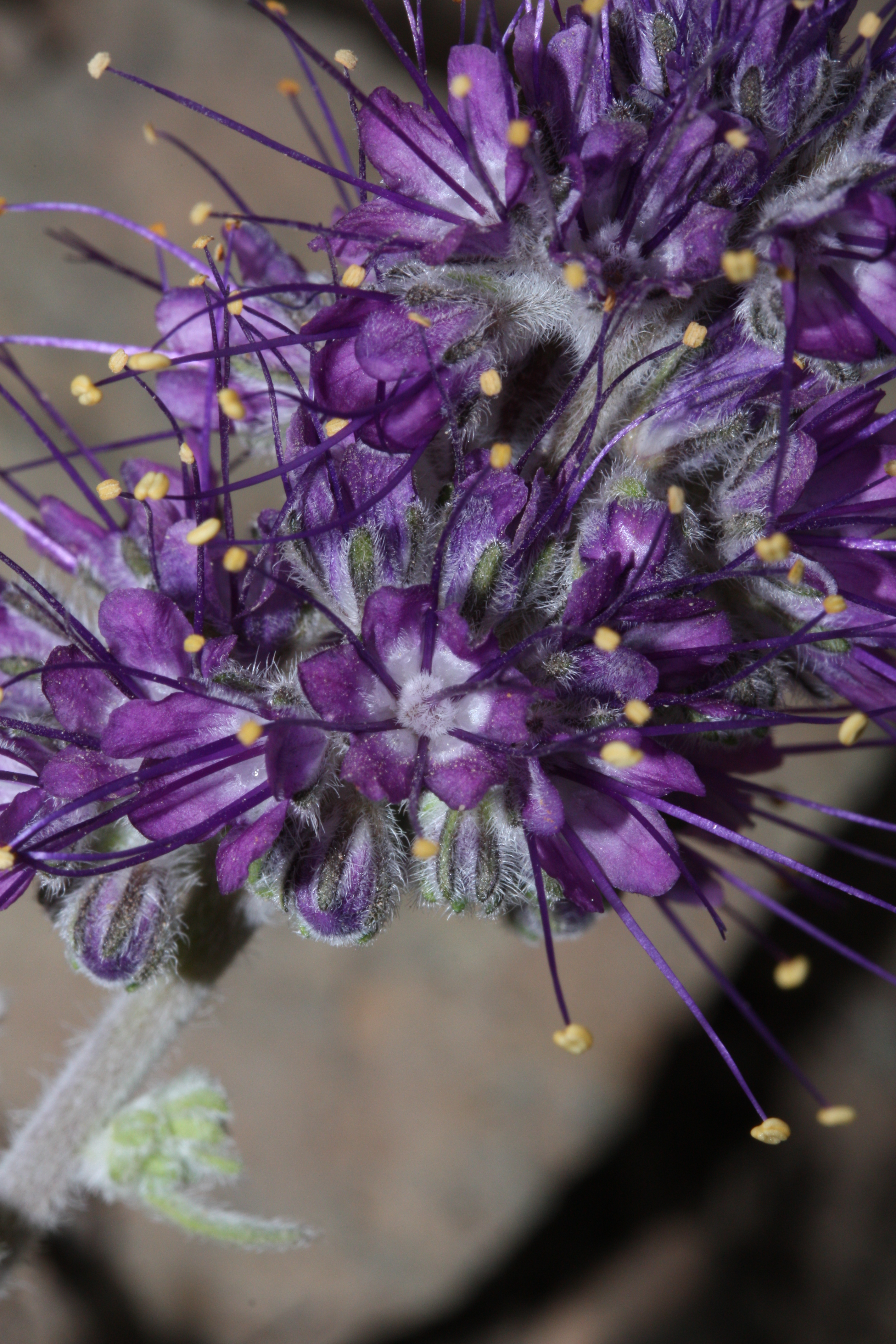
أزهار الجُمِية الحريرية